# Поремећаји менталног здравља
Поремећаји менталног здравља (ПМЗ) одликују се изменама у мишљењу, расположењу или понашању (или неком комбинацијом ових елемената), који су удружени са нелагодношћу и поремећеним функционисањем, најчешће током дужег временског периода. Симптоми поремећаја менталног здравља варирају од благих до веома озбиљних. То пре свега зависи од врсте поремећаја, карактеристика саме особе, њене породице и социоекономског окружења.
Током живота, свака особа искуси осећање изолованости, усамљености или емоционалне нелагодности. Поремећаји менталног здравља су, најчешће, нормалне, краткотрајне реакције на тешке ситуације, пре него симптоми менталних поремећаја. 
Људи уче да излазе на крај са тешким осећањима, као што то чине и у тешким животним ситуацијама. Међутим, у неким случајевима, трајање и јачина болних осећања или измењених образаца мишљења могу озбиљно утицати на свакодневни живот погођене особе. У таквим условима уобичајени одбрамбени психички механизми више нису довољни, и ови људи западају у ситуацију када им је потребна помоћ, пре свега да поврате равнотежу и задрже се на ниво пуног функционисања.
Ментално здравље је битно за свакодневни живот, исто колико и физичко здравље. Штавише, она се прожимају. Особе са телесним здравственим проблемима често осећају напетост или нерасположење. Особе са менталним поремећајима често развијају телесне симптоме или болести (нпр. редукцију телесне тежине). Уопште, осећања, ставови и мисаони обрасци снажно утичу на доживљавање сопственог телесног здравља или болести, и могу утицати како на ток болести тако и на успешност лечења.
Такође треба схватити да се више менталних поремећаја могу јављати удружено (нпр особа може истовремено бити депресивна и имати неки од анксиозних поремећаја).

## Класификација поремећаја менталног здравља
Према Међународној класификацији болести и сродних здравствених проблема, Ксревизија, Светске здравствене организације (МКБ-10), у групу менталних или душевних поремећаја и поремећаја понашања (шифре Ф00-Ф99) спадају следеће подгрупе:
- Ф00–Ф09 — Органски и симптоматски душевни поремећаји[3]
- Ф10–Ф19 — Душевни поремећаји и поремећаји понашања узроковани узимањем психоактивних материје[4]
- Ф20-Ф29 — Шизофренија, шизотипни и суманути поремећаји[5]
- Ф30–Ф39 — Афективни поремећаји[6]
- Ф40–Ф49 — Неуротски поремећаји, везани уз стрес и соматоформни поремећаји[7]
- Ф50–Ф59 — Бихевиорални синдроми везани уз физиолошке поремећаје и физичке факторе
- Ф60–Ф69 — Поремећаји личности и понашања одраслих[8]
- Ф70–Ф79 — Душевна заосталост[9]
- Ф80–Ф89 — Поремећаји психолошког развоја[10]
- Ф90–Ф98 — Поремећаји у понашању и осећајима који се појављују у детињству и адолесценцији[11]
- Ф99–Ф99 — Неспецифични ментални поремећај[12]

## Епидемиологија
Према „Извештају о светском здрављу Светске здравствене организације из 2001. годин процењује се да на почетку 21. века око 450 милиона људи пати од поремећаја менталног здравља и поремећаја понашања непосредно повезаних са психосоцијалним проблемима, као што су они везани за злоупотребу алкохола или дрога. Многе особе са поремећајем менталног здравља пате „тихо“ у „осами“, изоловани из својих породица и социјалног окружења.
Депресија представља главни узрок глобалне инвалидности и налази се на четвртом месту глобалног оптерећења болестима. Процењује се да је на глобалном нивоу 70 милиона људи у зависно од алкохола, да око 50 милиона има епилепсију, а 24 милиона шизофренију (у свим срединама, развијеним и неразвијеним), што чини око 1% становништва, на земљиној кугли.
Милион људи изврши самобиство сваке године, а 10-20 милиона неуспешно или или у облику апела за помоћ покушава да се убије. 
Такође на глобалном нивоу велики број особа има неки од облик душевне заосталости.
Према процени Светске здравствене организације свака четврта особа је у неком периоду свог живота погођена неким менталним поремећајем. Због свега тога, превенција менталних поремећаја и унапређење менталног здравља од кључног је значаја за сваку заједницу.

## Етиологија
Ментални поремећаји, резултат су сложене интеракције генетских, биолошких фактора, као и фактора личности и средине, о чему говоре бројни подаци из спроведених истраживања. Међутим, како је мозак завршни центар у коме се остварује контрола понашања, размишљања, расположења, до сада није разјашњена права веза између специфичних видова измењеног можданог функционисања и појединих менталних поремећаја.
Како је код већине менталних поремећаја уочено њихова чешчће јављивање код чланова ближе породице ментално оболелеле особе, то на неки начин сугерише генетску основу ових поремећаја. То потврђују и докази из неких истраживања, који указују да специфични генетски фактори утичу на хемијске процесе у мозгу, доприносећи појави и напредовању менталних поремећаја.
Међутим, све више је доказа да промене у функционисању мозга могу настати и као одговор на чиниоце из средине, као што су: акутно трауматско искуство, хроничан стрес или различите врсте лишавања. 
Ипак према све бројнијим ставовима струке, поремећаји менталног здравља настају као интеракција између мождане биологије и проживљених искустава, и по свему судећи, та веза је двосмерна.
- Етиолошки чиниоци као што су биолошки, психосоцијални, или и једни и други, пол и старосно доба утичу на стопу учесталости менталних поремећаја.
- Средински фактори, као што су породична ситуација, притисци и изазови на радном месту, социоекономски статус особе, могу убрзати појаву болести или њено погоршање.
- Такође и избор животних стилова (нпр злоупотреба психоактивних супстанци) и научени обрасци мишљења и понашања могу такође утицати на појаву, ток и исход поремећаја менталног здравља.

Случајеви мањег менталног поремећаја узроковани су стресом у свакодневним проблемима, као што је заборављање кључева од аутомобила или кашњење на догађај. Међутим, главне врсте менталног стреса могу бити узроковане другим важним факторима. Важно је код ПМЗ направити разлику између хемијска неравнотежа у мозгу која  је један од узрока који се дешава када постоји неравнотежа хемикалија унутар нервних путева мозга, што може довести до ирационалних одлука и емоционалног бола. На пример, када пацијентовом мозгу недостаје серотонин, хемијски примарни елемент у регулисању функционисања мозга, недостатак серотонина може довести до депресије, промена апетита, агресије и анксиозности. 
Други узрок менталног стреса може бити излагање тешким узнемирујућим искуствима, као што су ситуације и искуства опасне по живот. 
Трећи узрок, иако у веома ретким случајевима, може бити наслеђе. Нека истраживања су показала да врло мало људи може имати генетске поремећаје као потенцијалне ћиниоце за развој менталних поремећаја. 
Иако постоји много фактора који се морају узети у обзир, важно је рећи да душевни стрес није заразна болест која се може добити као обична прехлада, већ да је то психолошко стање изазвано менталним стресом.

## Клиничка слика

### Мантални симптоми
Знаци и симптоми менталне болести могу варирати, у зависности од поремећаја, околности и других фактора. Симптоми менталне болести могу утицати на емоције, мисли и понашања. Примери знакова и симптома укључују:
- промена расположења (особа се осећа тужно или утучено)

- збуњено размишљање или смањена способност концентрације

- претерани страхови или бриге, или екстремно осећање кривице

- екстремне промене расположења у успонима и падовима

- одустајање од пријатеља и активности

- значајан умор, слаба енергија или проблеми са спавањем

- одвајање од стварности (заблуде), параноја или халуцинације

- неспособност да се носи са свакодневним проблемима или стресом

- проблеми са разумевањем и односом према ситуацијама и људима

- проблеми са употребом алкохола или дрога

- велике промене у навикама у исхрани

- промена сексуалног нагона

- претерани бес, непријатељство или насиље

- самоубилачко размишљање
- потешкоће у управљању бесом, компулзивно/опсесивно понашање,
- значајна промена друштвеног понашања.

### Физички симптоми
Понекад се симптоми поремећаја менталног здравља појављују као физички проблеми. На њих упућује чињеница, да упркос комплетном физичком прегледу, нико од специјалиста не може да пронађе објективан разлог за физичке тегобе као што су:
- бол у стомаку,
- бол у леђима,
- главобоља,
- други необјашњиви болови.

- поремећај сна,
- анорексија (недостатак апетита),
- губитак менструације код жена,
- умор.